# 인항로
인항로(Inhang-ro)는 인천광역시 중구 항동7가에서 신흥동3가까지 이르는 인천광역시도로, 총 연장은 470m이다. 도로의 명칭이 유래된 것은 인천항으로 진입하는 도로로서, 지역적 특성을 반영했기 때문이다. 본 도로에서 인천 나들목을 통해 인천대로와도 직결된다.

## 역사
- 2009년 10월 1일 : 도로명으로 인항로를 고시

## 주요 경유지
- 중구
  - 항동7가 - 신흥동3가

## 접촉하는 도로
- 인천대로 (인천 나들목을 통해 직결)
- 아암대로 (국도 제77호선, 국가지원지방도 제84호선, 국가지원지방도 제98호선의 일부)
- 서해대로

## 주요 건물 및 시설
- 정광씨팰리스 (인항로 6/신흥동3가 7-308)
- 한국은행 (인항로 10/신흥동3가 7-208)
- 구두수선대14 (인항로 17/신흥동3가 7-207)
- 가로판매대15 (인항로 19/신흥동3가 7-207)
- 인하대학교병원 (인항로 27/신흥동3가 7-206)
- 구두수선대16 (인항로 28/신흥동3가 7-207)
- 신흥아이파트 (인항로 30/신흥동3가 7-235)
- 현대상가 (인항로 34/신흥동3가 7-326)
- 한진물류터미널 (인항로 39/신흥동3가 7-318)

## 도로 시설물
- 인천 나들목 (인천대로)
- 아암대로를 통해 간접 접촉이 가능한 곳 : 능해 나들목